# 気賀健三
気賀 健三（きが けんぞう、1908年〈明治41年〉10月6日 - 2002年〈平成14年〉2月15日）は、日本の経済学者、慶應義塾大学名誉教授。
気賀勘重の子として東京に生まれる。1930年慶應義塾大学経済学部経済学科卒業、同学部助手。1937年同助教授、1942年教授。1956年、「社会的進歩の原理 : 経済政策原理の社会哲学的研究」で慶應義塾大学より経済学博士を取得。1974年定年退職、名誉教授、成城大学教授。学校法人桑沢学園理事長、教科書正常化国民会議会長。
はじめソ連経済を研究し、ソ連、東欧研究会代表理事だったが、スタンスは反共主義で民主社会主義研究会議理事であった。

## 門下生
加藤寛、丸尾直美、原豊、小沢一郎など。

## 家族
- 祖父・気賀敬太郎 ‐ 西遠銀行頭取[4]
- 父・気賀勘重[4]
- 妻・きぬ ‐ 京都・上田勘兵衛（織物商、京都貯蓄銀行監査役）の二女。京都高等女学校卒。[4][5]

## 著書
- 『経済政策の根本問題 政策論及び経済組織論』有斐閣 1941年
- 『経済政策』慶応義塾大学講座経済学 慶応出版社 1944年
- 『統制経済の秩序』有斐閣 1944年
- 『現代社会主義思想論』実業之日本社 1947年
- 『経済組織と社会改革の倫理』有斐閣 1948年
- 『経済政策総論』労働文化社 1950年 現代経済学全書
- 『ソヴェート計画経済論』社会思想研究会出版部 1950年
- 『現代の社会思想』金星堂 1953年
- 『ソ聯経済論』慶応通信 1955年
- 『経済学原理』慶応通信 1956年
- 『経済政策論』宝文館 1956年 NHK教養大学
- 『社会的進歩の原理 経済政策原理の社会哲学的研究』塙書房 1956年
- 『ソビエト経済の研究』日本評論新社 1960年 慶応義塾経済学会経済学研究叢書
- 『共産主義の経済』塙書房 1967年-1969年 塙新書
- 『民主的労働運動の経済学』社労研 1978年
- 『提言独立と平和の条件』サンケイ出版 1979年 日本の安全を考える
- 『正しきことは正しきこと あえて主張する勇気を持て』PHP研究所 1989年
- 『歴史に漂うロシア』勁草書房 1995年

## 共編著
- 『経済原論』富田重夫共著 学文社 1959年 経済演習（のち松浦保共著）
- 『経済政策』加藤寛共著 学文社 1959年 経済演習
- 『ソ連経済と流通・財政・金融制度』編 清明会 1964年
- 『ソ連の労働事情』編 日本労働協会 1964年
- 『経済政策論』小松雅雄,加藤寛共著 世界書院 1965年 経済学全集
- 『日米経済の比較研究』小原敬士共編 東洋経済新報社 1968年
- 『比較経済体制論講義』編 青林書院新社 1972年 青林講義シリーズ
- 『現代経済学の思潮』千種義人共編著 秀潤社 1977年

## 翻訳
- フィッシャー『利子論』気賀勘重共訳 岩波書店 1935年
- ワーゲンフュール『経済学体系論 方法史的考察』実業之日本社 1945年
- ピグウ『厚生経済学』第1-4分冊 共訳 東洋経済新報社 1953年-1955年
- J.ティンバーゲン『経済政策の理論』加藤寛共訳 巌松堂出版 1956年
- ジョン・スコット『ルーブル外交の実体』時事通信社 1962年 時事新書
- リチャード・パイプス編『ロシア・インテリゲンチア』和田敏雄共訳 時事通信社 1962年 時事新書
- ルイス・O.ケルソ,モーチマー・J.アドラー『百万人の資本主義』時事通信社 1963年 時事新書
- ゲルハルト・コルム,テオドール・ガイガー『アメリカ国民の経済』時事通信社 1963年 時事新書
- ジョン・スコット『中共の危機』時事通信社 1964年 時事新書
- G.F.ハドソン編『中ソ論争』時事通信社 1964年 時事新書
- スタニスラウ・ウェリッシュ『ソ連圏の経済 計画経済の分析』時事通信社 1965年 時事新書
- シドニー・クライン『中ソ分裂の経済的背景』時事通信社 1967年 時事新書
- ハイエク『自由と法』「福祉国家における自由」ハイエク全集 古賀勝次郎共訳 春秋社 1986年-1988年